# Пюнік (стадіон)
Стадіон Пюнік (вірм. Փյունիկ Մարզադաշտ) — футбольний стадіон у Єревані. Розташований за адресою: вулиця Масіс, 7. Домашня арена клубу «Пюнік», проте більше використовується командою дублерів. 
Відкритий у 2004 році, як частина тренувального центру «Пюнік». у 2016 році стадіон оновлено. Розрахований на 770 місць.

## Галерея

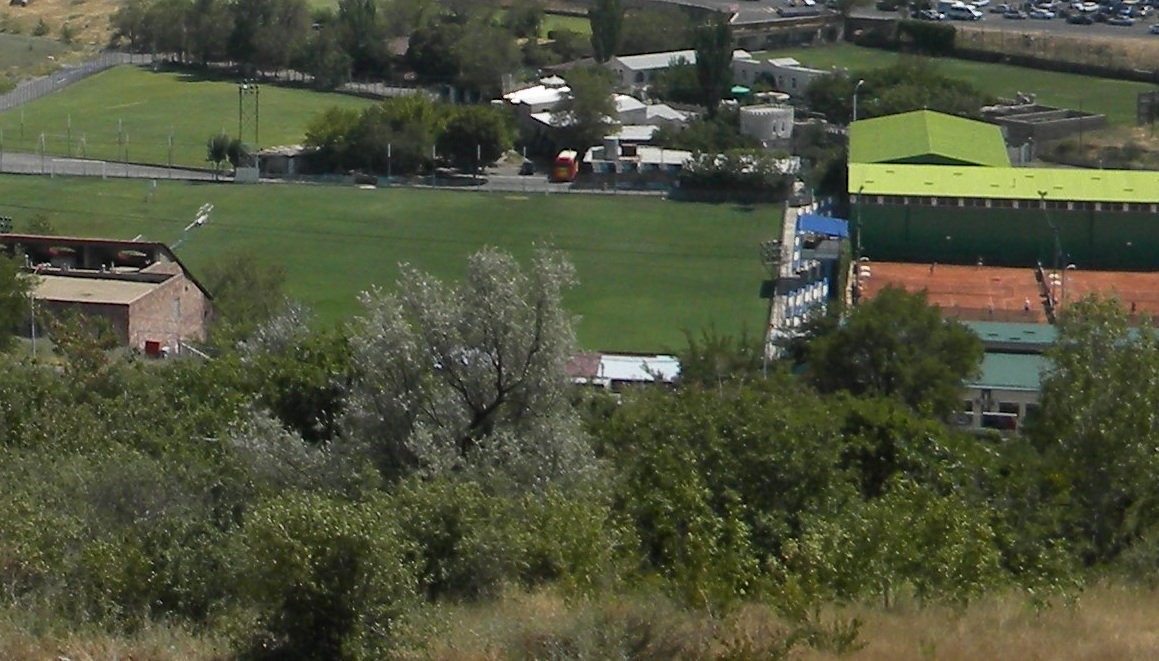
Загальний вид
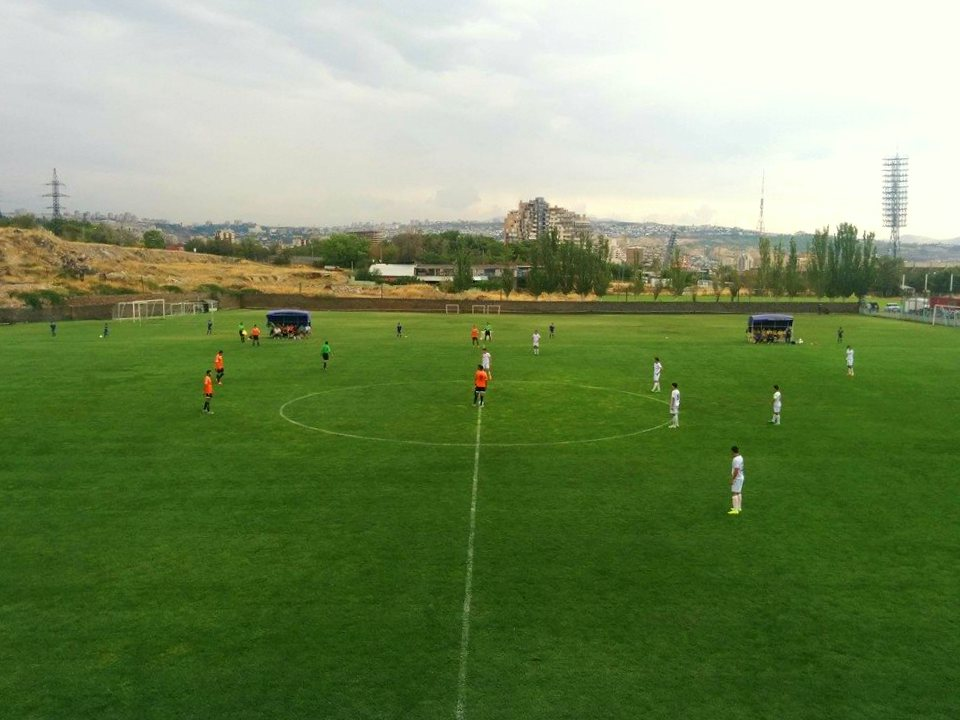
Поле